# Sant Sauvador jos Rua
Saint-Sauveur-en-Rue és un municipi francès situat al departament del Loira i a la regió d'Alvèrnia-Roine-Alps. L'any 2007 tenia 1.111 habitants.

## Demografia

### Població
El 2007 la població de fet de Saint-Sauveur-en-Rue era de 1.111 persones. Hi havia 415 famílies de les quals 129 eren unipersonals (77 homes vivint sols i 52 dones vivint soles), 121 parelles sense fills, 125 parelles amb fills i 40 famílies monoparentals amb fills.
La població ha evolucionat segons el següent gràfic:
Habitants censats

### Habitatges
El 2007 hi havia 612 habitatges, 418 eren l'habitatge principal de la família, 140 eren segones residències i 53 estaven desocupats. 518 eren cases i 85 eren apartaments. Dels 418 habitatges principals, 306 estaven ocupats pels seus propietaris, 97 estaven llogats i ocupats pels llogaters i 15 estaven cedits a títol gratuït; 4 tenien una cambra, 37 en tenien dues, 69 en tenien tres, 120 en tenien quatre i 188 en tenien cinc o més. 220 habitatges disposaven pel capbaix d'una plaça de pàrquing. A 182 habitatges hi havia un automòbil i a 168 n'hi havia dos o més.

### Piràmide de població
La piràmide de població per edats i sexe el 2009 era:
| Homes | Edats   | Dones |
| ----- | ------- | ----- |
| 0     | 95 o +  | 2     |
| 1     | 90 a 94 | 13    |
| 2     | 85 a 89 | 27    |
| 10    | 80 a 84 | 14    |
| 29    | 75 a 79 | 24    |
| 25    | 70 a 74 | 40    |
| 32    | 65 a 69 | 26    |
| 33    | 60 a 64 | 29    |
| 22    | 55 a 59 | 16    |
| 30    | 50 a 54 | 33    |
| 40    | 45 a 49 | 24    |
| 41    | 40 a 44 | 33    |
| 46    | 35 a 39 | 58    |
| 41    | 30 a 34 | 33    |
| 22    | 25 a 29 | 16    |
| 23    | 20 a 24 | 11    |
| 17    | 15 a 19 | 45    |
| 36    | 10 a 14 | 27    |
| 55    | 5 a 9   | 51    |
| 25    | 0 a 4   | 29    |

## Economia
El 2007 la població en edat de treballar era de 645 persones, 478 eren actives i 167 eren inactives. De les 478 persones actives 433 estaven ocupades (243 homes i 190 dones) i 44 estaven aturades (15 homes i 29 dones). De les 167 persones inactives 56 estaven jubilades, 55 estaven estudiant i 56 estaven classificades com a «altres inactius».

### Ingressos
El 2009 a Saint-Sauveur-en-Rue hi havia 426 unitats fiscals que integraven 1.042,5 persones, la mediana anual d'ingressos fiscals per persona era de 15.769 €.

### Activitats econòmiques
Dels 45 establiments que hi havia el 2007, 1 era d'una empresa extractiva, 1 d'una empresa alimentària, 4 d'empreses de fabricació d'altres productes industrials, 11 d'empreses de construcció, 8 d'empreses de comerç i reparació d'automòbils, 4 d'empreses de transport, 11 d'empreses d'hostatgeria i restauració, 1 d'una empresa financera, 1 d'una empresa immobiliària, 1 d'una empresa de serveis, 1 d'una entitat de l'administració pública i 1 d'una empresa classificada com a «altres activitats de serveis».
Dels 19 establiments de servei als particulars que hi havia el 2009, 1 era una oficina de correu, 1 una oficina bancària, 1 taller de reparació d'automòbils i de material agrícola, 5 paletes, 4 fusteries, 1 lampisteria, 1 electricista, 1 perruqueria i 4 restaurants.
Dels 3 establiments comercials que hi havia el 2009, 1 era una botiga de menys de 120 m², 1 una fleca i 1 un drogueria.
L'any 2000 a Saint-Sauveur-en-Rue hi havia 39 explotacions agrícoles que ocupaven un total de 875 hectàrees.

## Equipaments sanitaris i escolars
El 2009 hi havia 2 escoles elementals.

## Poblacions més properes
El següent diagrama mostra les poblacions més properes.